# Ardmore (Islay)
Ardmore (gälisch: An Aird Mhòr) ist eine kleine Siedlung auf der schottischen Hebrideninsel Islay. Sie befindet sich etwa zwölf Kilometer nordöstlich des Fährhafens Port Ellen und 600 m westlich des Kaps Ardmore Point an der Südostküste der Insel. Ardmore ist über einen Abzweig von der Straße, die entlang der Südküste von Port Ellen über Lagavulin bis nach Ardtalla führt, erreichbar.

## Geschichte
Ardmore selbst besteht nur aus wenigen Häusern. Im Jahre 1841 lebte dort nur noch eine siebenköpfige Familie namens Campbell. Zehn Jahre später war die Einwohnerzahl auf 19 Personen angewachsen. Eventuell wurde der Ortschaft bei dieser Zählung das benachbarte und heute aufgegebene Ardmeinach zugeschlagen.
In Ardmore wurden Überreste einer historischen Rundhütte freigelegt. Wenige hundert Meter südöstlich von Ardmore befindet sich ein Dun.